# Jardín Botánico del Sur de China
El Jardín Botánico del Sur de China también conocido como Arboreto de la Universidad de Agricultura del Sur de China (en chino, 中国科学院华南植物园) o en pinyin, Guangzhou Huanán zhíwùyuán, es un arboreto y jardín botánico de unas 333 hectáreas el jardín propiamente dicho, que con el añadido de la Reserva Natural Nacional de Dinghushan, alcanza un total de 1,133 hectáreas, con 2,400 especies nativas que tienen una protección in-situ. 
Todo este conjunto depende administrativamente de la "Academia China de las Ciencias" anteriormente dependía del "Instituto de Agricultura y Silvicultura"
El Jardín botánico del Sur de China, aún no es miembro del Botanical Garden Conservation International.

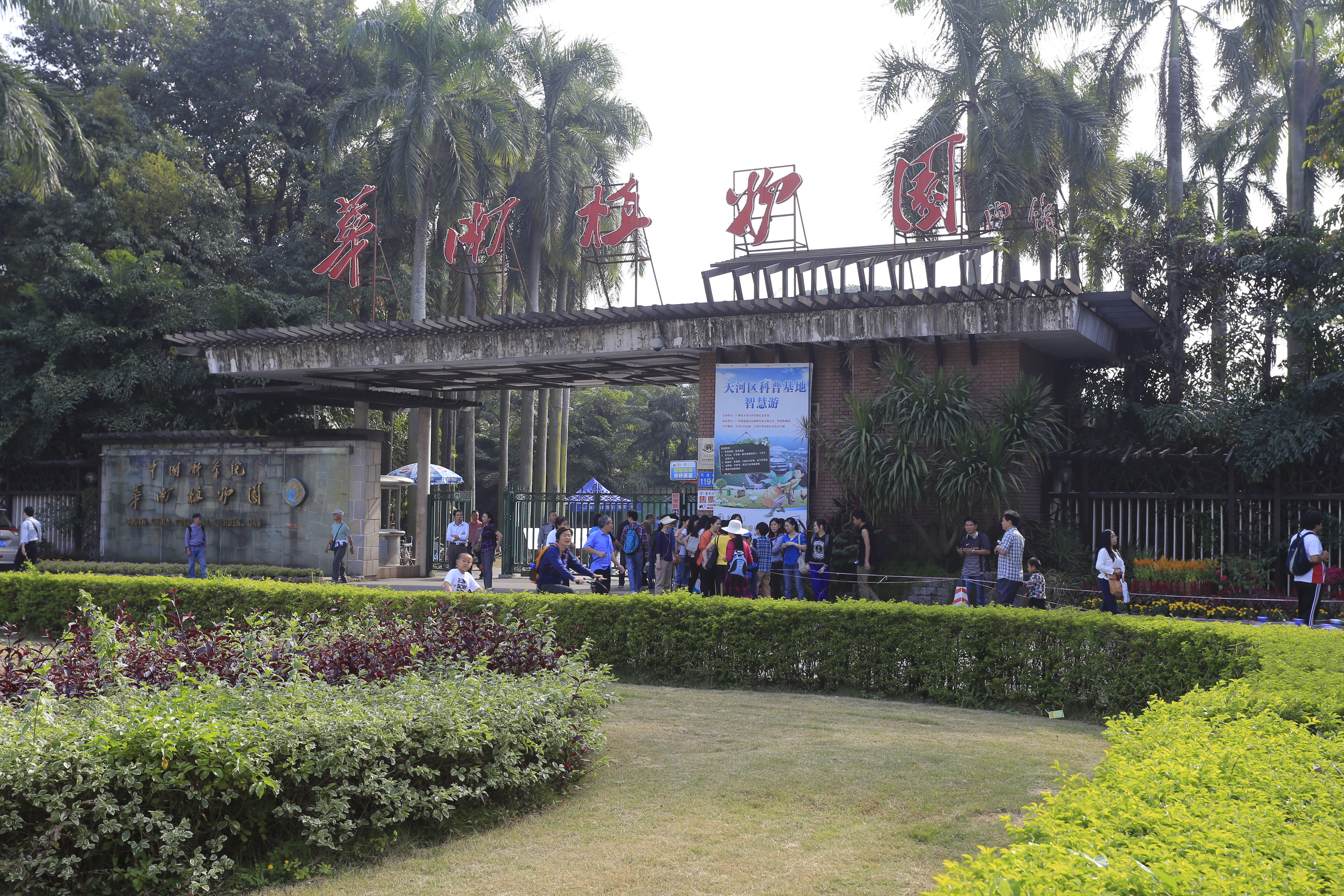
Entrada al "Guangzhou Huanan Zhiwuyuan".

## Localización
South China Agricultural University Arboretum Forestry Department, South China Agricultural University, Shipai, Guangzhou, Guangdong, 518004, China.
Planos y vistas satelitales.23°11′24.16″N 113°21′40.21″E / 23.1900444, 113.3611694
- Altitud 200 m s. n. m.
- Temperatura media anual 18 °C
- Humedad relativa promedio anual de 80 %
- Promedio de lluvia anual 1300 mm.

## Historia
El Jardín Botánico del Sur de China era conocido antes como Instituto de la agricultura y de la silvicultura de la Universidad Sunyatsen, fue fundado por el conocido botánico y académico del CAS Chen Huanyong (Chun Woon-joven) en 1929. 
En 1954 pasó a la jurisdicción del CAS y fue retitulado como Instituto Botánico del sur de China. Desde octubre de 2003, se ha cambiado a su nombre actual.

## Colecciones
El jardín botánico en sí mismo ocupa una superficie de unas 333 hectáreas con cerca de unas 8.000 especies de helechos y de plantas de flor distribuidas en unos 30 jardines con las colecciones especiales, tales como:
- Magnolias
- Palmeras
- Jengibres
- Orquídeas

Junto al jardín botánico, la reserva de naturaleza nacional de Dinghushan, tiene un área total de unas 1.133 hectáreas y más de 2400 especies nativas bajo protección "in situ".

## Actividades
Actualmente el jardín botánico posee 294 miembros de personal en total, incluyendo 59 investigadores científicos de plantilla fija y 193 de personal flotante. A estos se añaden los estudiantes graduados que acuden aquí cada año. En este jardín botánico se puede conseguir el grado de doctor en dos campos (botánica y ecología), y el master en tres campos (botánica, ecología, y bioquímica y biología molecular), y hay una estación móvil de investigación científica postdoctoral de biología.
- El jardín posee un gran herbario con cerca de 1.000.000 pliegos de especímenes, y tres centros de investigación de campo: 
  - Estación de experimentación interdisciplinar de ecosistema Montaña-tierra, de Heshan.
  - Estación de ecosistema de bosque de Dinghushan.
  - Estación del ecosistema artificial tropical del bosque de Xiaoliang.

El jardín tiene establecidas unas buenas relaciones de colaboración científica con instituciones de numerosos países, así como con las regiones de Hong Kong, Macao y Taiwán. Cientos de visitantes procedentes del extranjero lo visitan cada año. Los visitantes anuales al jardín ascienden a 500,000.

Detalles
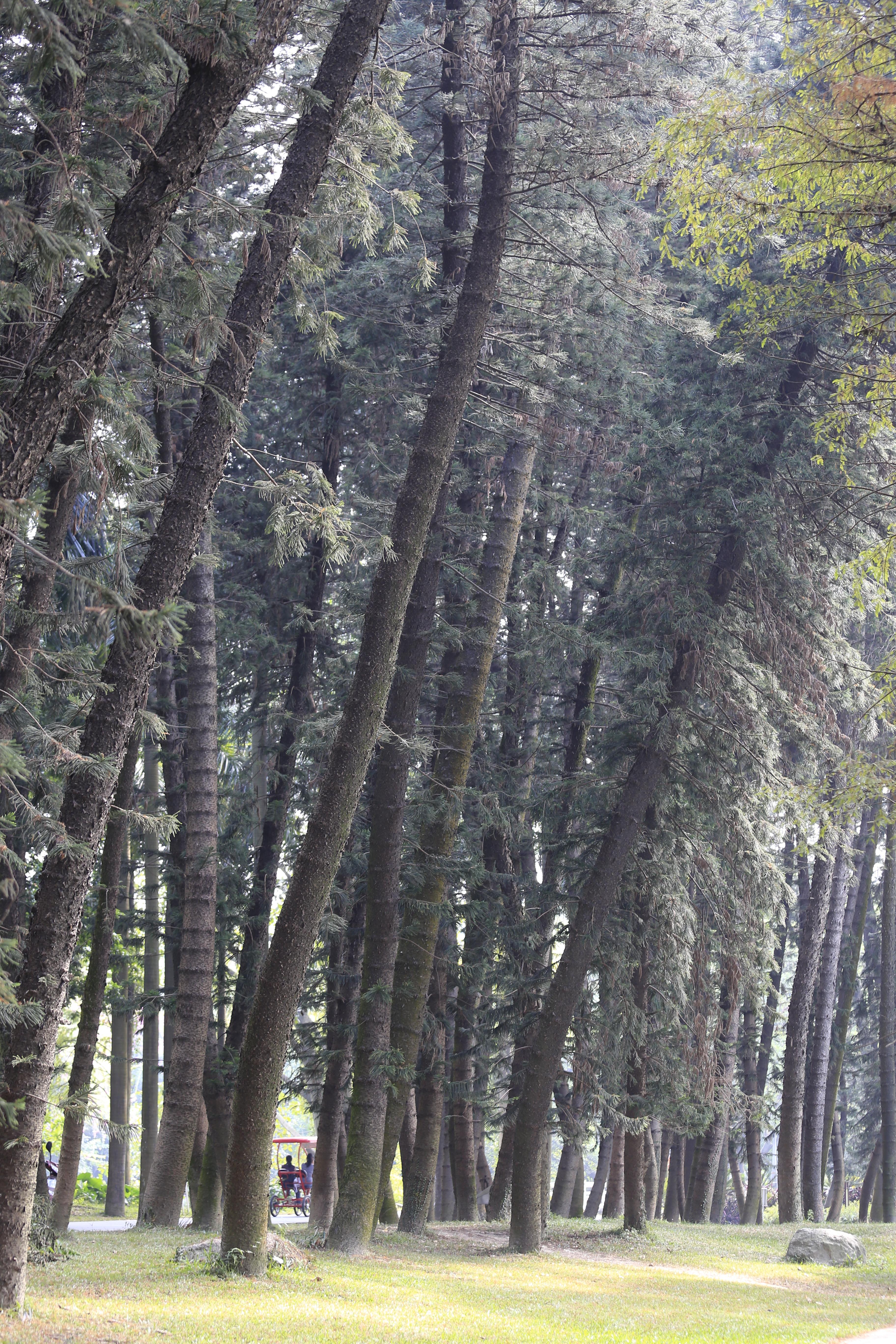
Araucaria columnaris - South China Botanical Garden.
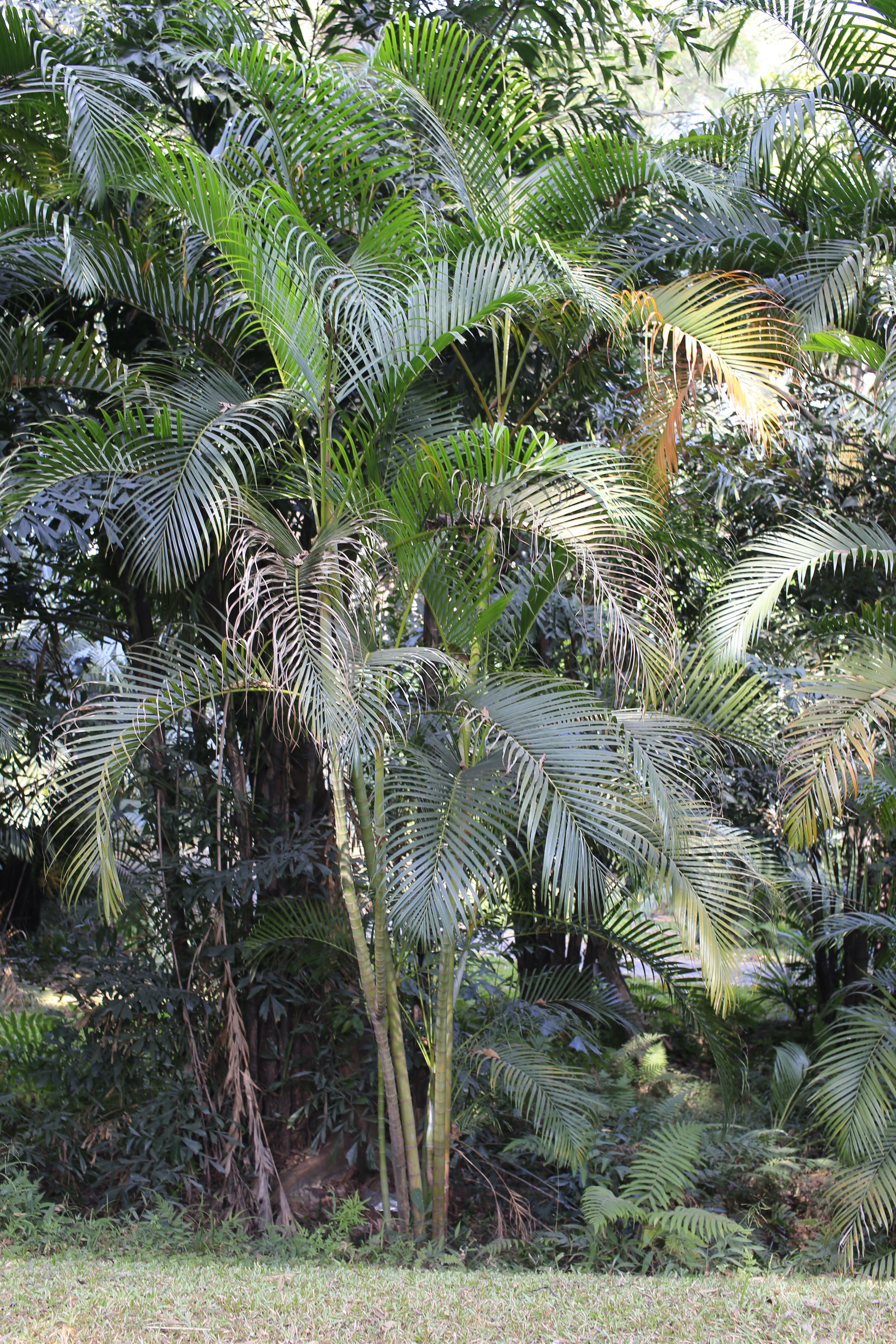
Chrysalidocarpus lutescens - South China Botanical Garden.
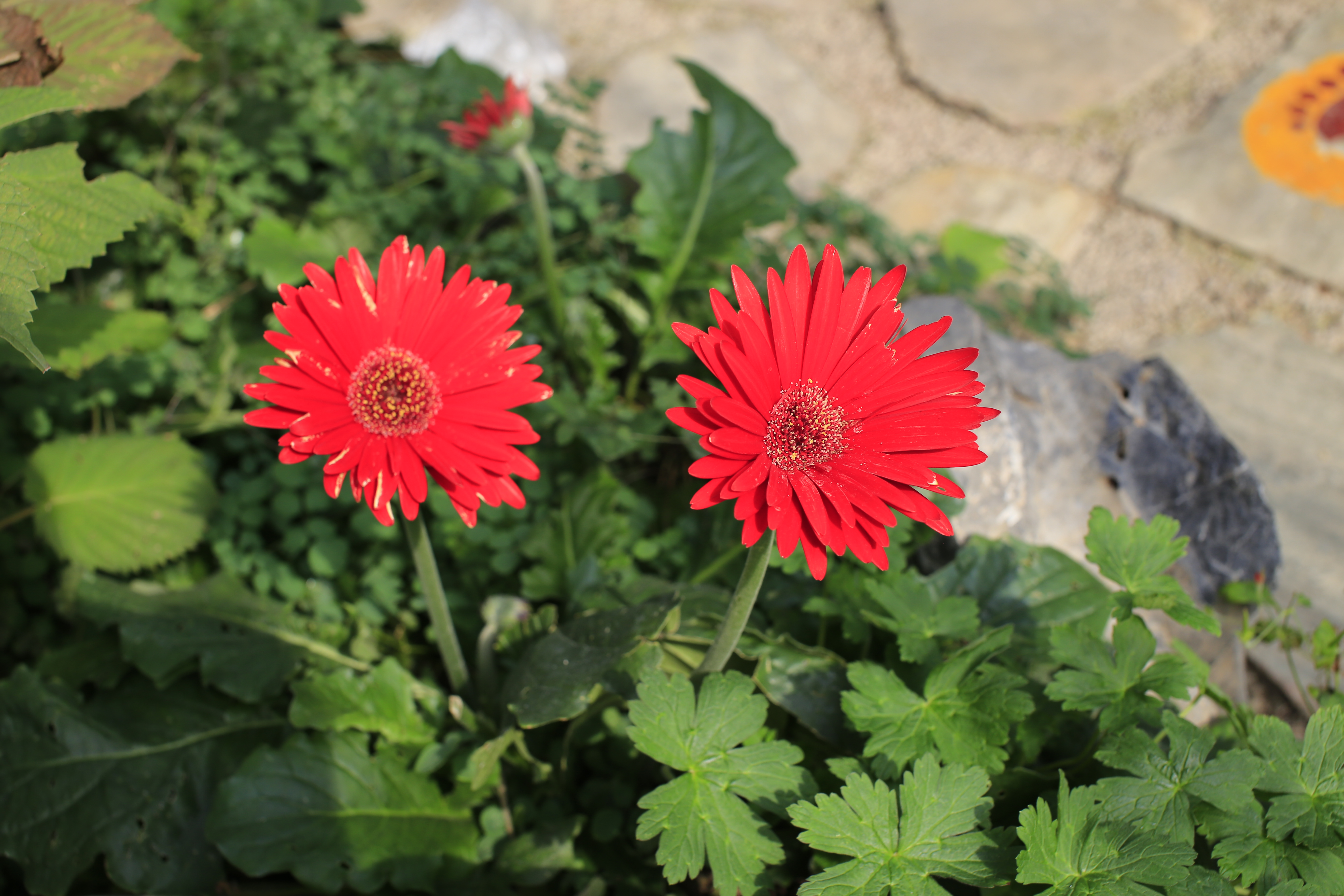
Gerbera.
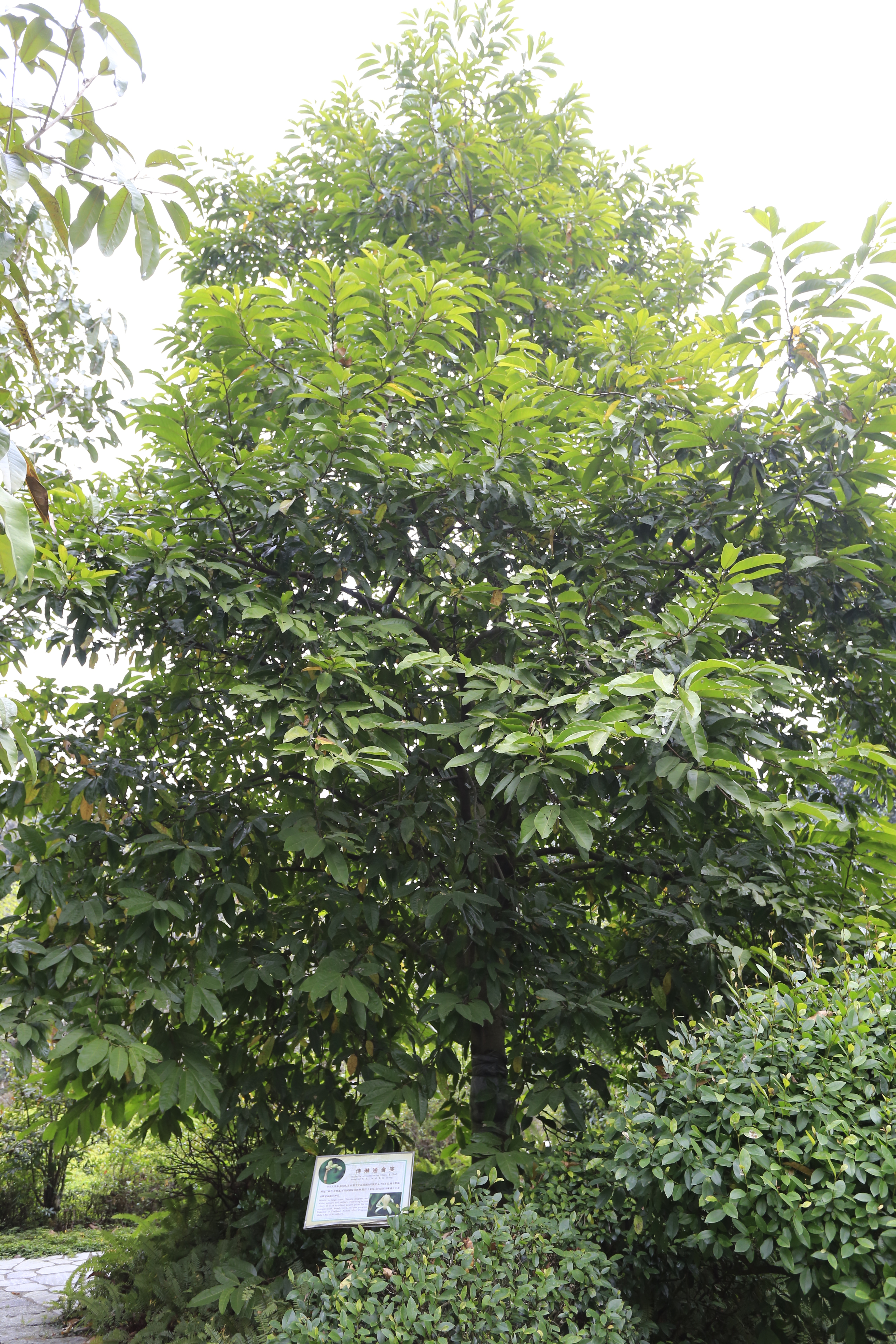
Michelia sirindhorniae.
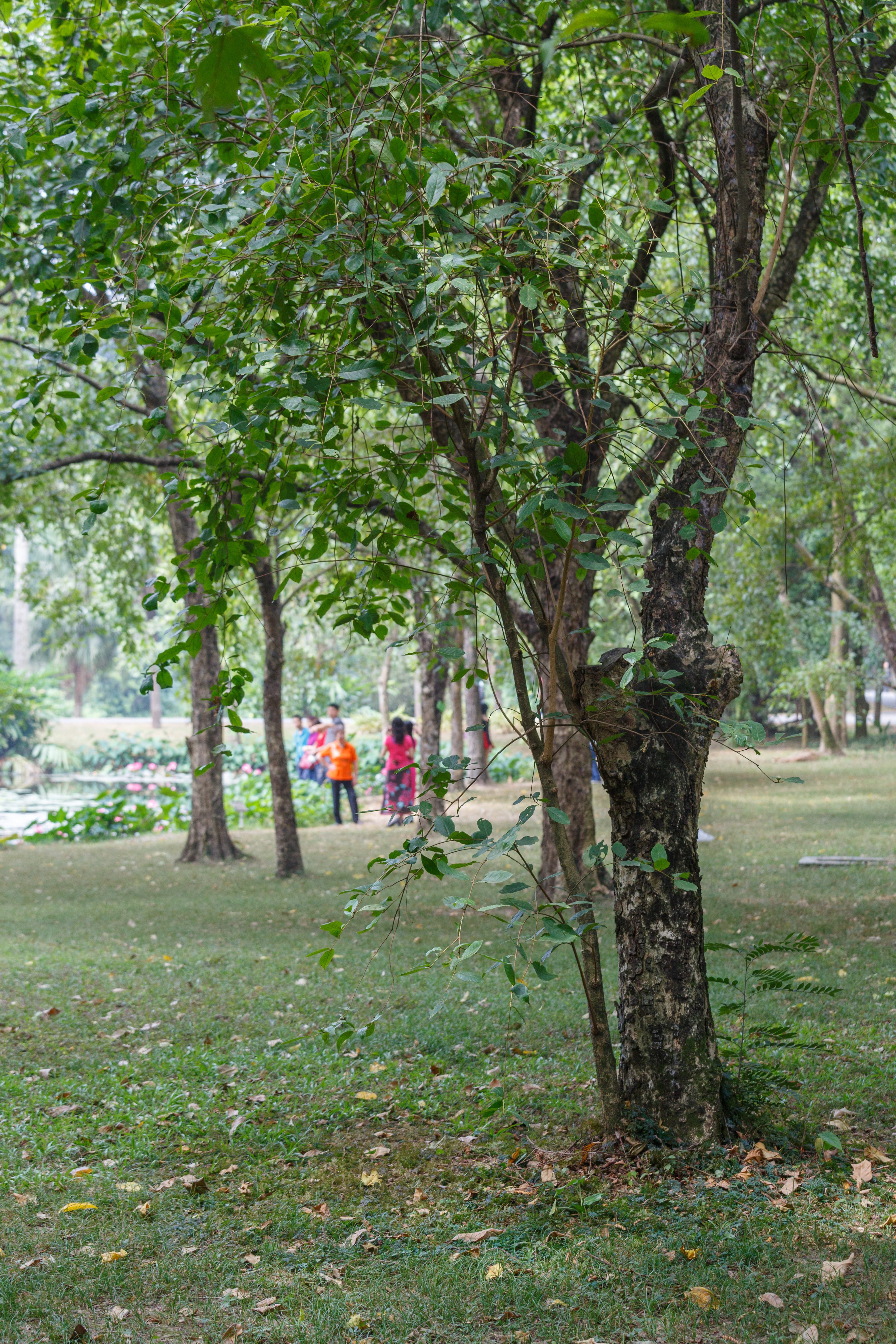
Terminalia chebula

## Servicios
- Salas de exposiciones
- Restaurantes
- Puestos de venta
- Red de senderos